# Marie Dormoy
Pour les articles homonymes, voir Dormoy.
Marie Martin, dite Marie Dormoy, est une écrivaine, critique d'art et traductrice française, née le 3 novembre 1886 dans le 6e arrondissement de Paris et morte le 3 mai 1974 dans le 14e arrondissement de Paris. Elle a été directrice de la bibliothèque littéraire Jacques-Doucet de 1932 à 1956. Au cœur de sa vie artistique, elle a fréquenté Antoine Bourdelle, Lucien Michelot (ca), André Suarès, Auguste Perret, Ambroise Vollard, Aristide Maillol, Paul Léautaud. Elle est connue pour le rôle majeur qu'elle a joué dans la conservation et la publication du Journal littéraire de Paul Léautaud.

## Biographie
Marie Dormoy naît dans une famille catholique et bourgeoise.
À 15 ans, elle est victime d'attouchements répétés de la part du compositeur Lucien Michelot, proche de ses parents. Maître de chapelle et titulaire de l'orgue de l'église Notre-Dame-des-Champs à Montparnasse, il lui enseigne le piano,,.
En 1921, elle a 35 ans et rencontre dans l'atelier du sculpteur Bourdelle l'architecte Auguste Perret. Les Mémoires de Marie Dormoy racontent les sentiments forts qu’elle éprouve pour cet architecte, qui deviendra son amant en 1925. Elle collabore avec lui, et contribue à des articles documentés sur l’architecture à la revue L’Amour de l’art. 
En 1922, c'est en apportant un article sur Bourdelle au siège du Mercure de France qu'elle croise pour la première fois Paul Léautaud, qui vient de publier dans le Mercure de France un extrait de son Journal sur la mort de Charles-Louis Philippe. Elle découvre l'existence du Journal, dont elle comprend l'importance et auquel elle va consacrer le reste de sa vie.
En 1924, à l'instigation de son amant André Suarès, elle est engagée par le couturier et mécène Jacques Doucet (1853-1929) comme bibliothécaire de la collection de manuscrits, correspondances, livres et archives qu'il s'est constituée à partir de 1916, à l'initiative d'André Suarès, autour des œuvres de Baudelaire, Nerval, Verlaine, Rimbaud, Gide, Claudel, Jammes et Valéry. Elle succède à ce poste à André Breton.
En 1926, sa traduction intégrale des Lettres de Michel-Ange, publiée en deux volumes et dédiée à Lucien Michelot, lui vaut le prix Langlois de l'Académie française 1927.
Après la mort en 1929 de Jacques Doucet qui lègue sa collection à l'Université de Paris et l'acceptation du legs par l'Université en 1932, Marie Dormoy devient la première conservatrice de la bibliothèque littéraire Jacques-Doucet, transférée dans une salle de la bibliothèque Sainte-Geneviève, place du Panthéon. Elle le restera jusqu'en 1956.
En 1930, le marchand d'art Ambroise Vollard l'engage comme secrétaire. Elle fera également fonction de dame de compagnie, jusqu'à la mort de Vollard en 1939, en l’accompagnant à Vittel, où il se rend régulièrement en cure. C'est par Vollard qu'elle fait la connaissance de Maillol et de Matisse qui deviennent des amis. Matisse fera par ailleurs le portrait de Léautaud à la demande de Marie Dormoy.
Dès 1932, Marie Dormoy veut faire acheter le manuscrit du Journal littéraire de Léautaud par la Société d’Amis de la bibliothèque Jacques-Doucet. Le Comité littéraire de cette société dont font partie Paul Valéry, André Gide, Jean Paulhan, Jean Giraudoux, donne son accord, mais le Comité mondain chargé de recueillir les fonds ne donne pas suite, comme en témoignent les Mémoires de Marie Dormoy.
En 1933, et jusqu’en 1939, elle est la compagne de Paul Léautaud. Elle a 46 ans, il en a 61 ; le couple est disparate. Si Marie Dormoy a le goût des mondanités et de l’indépendance - elle possède une voiture -, Paul Léautaud confie préférer la solitude. Dans son Journal particulier (1933-1939), il consigne tous les détails de leur relation. Quatre années de ce journal (1933, 1935, 1936, 1937) — l'année 1934 est définitivement perdue — ont été publiées après la mort de Marie Dormoy par Édith Silve au Mercure de France.
Elle craint alors de voir disparaître le manuscrit dont Léautaud dissimule les feuilles dans son pavillon de Fontenay-aux-Roses, craignant toujours qu’on les lui dérobe. En décembre 1935, après s'être heurtée aux hésitations et à la mauvaise volonté de l’écrivain, elle contribue à sauver le texte du Journal en commençant à dactylographier les feuillets, plusieurs milliers, rédigés à la plume d’oie et aujourd’hui difficilement déchiffrables. Le 1er mars 1936, elle a déjà « tapé près de 600 feuillets », écrit Léautaud admiratif dans son Journal.
En 1940, au début de la Seconde Guerre mondiale, elle évacue le manuscrit du Journal en même temps que les archives de la bibliothèque Doucet au château de Poligny (Mayenne). En 1943, elle achète pour la bibliothèque Doucet le manuscrit du Journal (47 années à l'époque) pour un prix de 45 000 FF (Paul Valéry et Alfred Vallette, le directeur du Mercure de France l'estimaient à 100 000 FF en 1932).
Marie Dormoy propose à Léautaud de publier le premier tome du Journal en 1952. Il n'est publié au Mercure de France qu’en 1954, le deuxième en 1955, le troisième en 1956 deux mois après la mort de l'écrivain. Marie Dormoy, devenue sa légataire universelle et son exécutrice testamentaire, consacrera plus de neuf années à l'édition des seize tomes restants.
En 1956 aussi, elle fait éditer le premier Journal particulier consacré au couple que formèrent Léautaud et Anne Cayssac de 1914 à 1930. Elle écrit la préface qu'elle signe Pierre Michelot, du nom de son amant de jeunesse, Lucien Michelot (ca), qu'elle appelait son « Cher Souvenir ». Quant au prénom Pierre, c’est celui qu’elle donne à Léautaud dans un roman qu’elle tente d’écrire à partir de sa liaison avec l’écrivain.
En 1964, elle publie aux Éditions du Bélier, Le Petit ouvrage inachevé, récit écrit par Léautaud en 1935 opposant les deux femmes qu'il a aimées, Anne Cayssac et elle-même, et en 1969 au Mercure de France un ouvrage iconographique consacré à l'écrivain, Paul Léautaud, Images et textes réunis par Marie Dormoy.
Marie Dormoy a laissé des Mémoires non publiés à ce jour. Elle est morte en 1974 à l'âge de 87 ans.

## Principales publications
- Lettres de Michel-Ange (trad. Marie Dormoy), Paris, Rieder, 1926, prix Langlois de l'Académie française 1927[8].
- Marie Dormoy, L'Exorcisée (roman), Paris, Ernest Flammarion, 1927, 248 p.
- Marie Dormoy, L'Initiation sentimentale (roman), Paris, Ernest Flammarion, 1929, 245 p.
- Marie Dormoy, Jacques Doucet, Paris, Édouard Champion, coll. « Les Amis d'Édouard », 1931, 29 p.
- Marie Dormoy, « Les idées d'A. Perret sur l'acoustique », La Revue musicale,‎ février 1932.
- Marie Dormoy, La Vraie Marion de Lorme, Paris, Edgar Malfère, coll. « Galerie d'histoire littéraire / Bibliothèque du Hérisson », 1934, 256 p.
- Poésies de Michel-Ange (trad. Marie Dormoy), Paris, Aimé Jourde, 1935.
- Marie Dormoy, L'Architecture française, Éditions de « L'Architecture d'aujourd'hui », février 1938, 170 p. Réédité en 1951 avec une préface de Louis Hautecœur.
- Paul Léautaud (introduction de Marie Dormoy), Lettres à ma mère, Paris, Mercure de France, 1956.
- Marie Dormoy, Souvenirs et portraits d’amis, Paris, Mercure de France, 1963.
- Correspondance générale de Paul Léautaud (édition établie par Marie Dormoy), Paris, Flammarion, 1971, 1238 p. (ISBN 2-08-060550-X), prix Dumas-Millier de l'Académie française[8].

## Prix
- 1927 : Prix Langlois pour Lettres de Michel-Ange[8]
- 1970 : Prix Dumas-Millier pour l'édition des œuvres et de la correspondance de Paul Léautaud